# Pファンク
Pファンク (英語：P-Funk) は、ジョージ・クリントンが、1970年代に率いた2組のバンド、パーラメントとファンカデリック、及びその構成メンバーによるファンクミュージックを指す音楽ジャンルであり、またこの音楽集団のことである。パーラメント・ファンカデリック以外に、Pファンク・オール・スターズ、ブーツィーズ・ラバー・バンド、パーレット、ブライズ・オブ・ファンケンスタイン他のグループや、メンバーのソロ等も含む。なお、2組は揃って「ローリング・ストーンの選ぶ歴史上最も偉大な100組のアーティスト」において第58位に選ばれている。"P-Funk"の頭文字であるPの由来は、サイケデリック・ファンク、ピュア・ファンク、プレインフィールドの頭文字Pとされている。

## 概要
Pファンクは1960年代末に生まれ、1980年代には急速に収束したが、その主要メンバーは、ジョージ・クリントン、ブーツィー・コリンズを始めとして現在も活躍中であり、またその音楽は1990年代以降もデ・ラ・ソウル、レッドマン、スヌープ・ドッグ、ドクター・ドレーら、ラップなどの多くのミュージシャンにサンプリングされた。
パーラメントとファンカデリックは、制作する音楽やレーベルは異なるが、構成メンバーは重複している部分がある。Pファンクの音楽は、ファンカデリックの作る、ヘヴィーなギターサウンドを中心にしたロックよりの音楽から、パーラメントの作る、ホーン、コーラス、シンセサイザーを基調とし、構成のよく練られたファンクまで幅がある。ライヴでは20人を超える人数が入れ替わり立ち替わり、4時間にも及ぶ長尺のステージを繰り広げる。深くワウワウのかかった歪んだエレキ・ベースやシンセベース、宇宙をさまようシンセサイザー、厚みのあるホーン・セクション、ユニゾンコーラスなどによる16ビートのファンクサウンドが特徴である。サウンドは、多数のメンバーによる複雑なサウンドで、シンセサイザーやシンセベースなども使用している。

## キャリア
1955年、ニュージャージー州プレインフィールドに始まる。クリントンによれば、プレインフィールドは、さまざまなミュージシャンの拠点だったというニュージャージー州ニューアークに住み、プレインフィールドで床屋（アフリカ系アメリカ人の縮毛矯正）をしていた十代のジョージ・クリントンは、ニューアークのクリントン・プレイス中学校 (Clinton Place Junior High School) のクラスメートと「ザ・パーラメンツ the Parliaments 」という4人組のドゥーワップグループを結成した。このグループ名は、たばこのブランド、パーラメントから名付けられた。当時の床屋はバーバーショップ・ミュージックと呼ばれるア・カペラが歌われる場であった。ジョージは床屋をしながら音楽を続け、他のボーカル・グループからメンバーを引き抜き、カルヴィン・サイモン、クレランス・"ファジー"・ハスキンス、レイ・"スティングレイ"・デイビスらをグループに加えた。この床屋には、後にPファンクメンバーに加わる、若い世代のビリー・ネルソンやバーニー・ウォーレルらも来ていたという。1962年までにパーラメンツのメンバーはジョージ、カルヴィン、ファジー、レイ、グラディ・トーマスの5人に固まった。が全米R&Bチャート3位、ポップチャート20位のヒットとなった。
パーラメンツは、1959年初シングル曲『プア・ウィリー Poor Willie 』（B面『バーティー・ボーイズ Party Boys 』）をAPTレーベル（ABC-パラマウント）から発表したがまったくヒットせず、1963年モータウンレーベルと契約するが、5年間一枚もシングルをだせなかった。(と書いてあるが　モータウンの傘下となるレーベル　golden world で　数枚シングルをリリースしたり　作曲家として曲提供をしている。このレーベルのスタジオミュージャンは　モータウンの要となるfunk brothersがいたレーベルでもある。)しかし、1967年レヴィロットレーベルから出した『（アイ・ウォナ）テスティファイ (I Wanna) Testify 』が全米R&Bチャート3位、ポップチャート20位のヒットとなった。続く『オール・ユア・グッドネス・ゴーン All Your Goodness Gone 』もR&Bチャート21位、ポップ・チャート80位となった。彼らはアポロ・シアターでライブを行ったり、ツアーに出たりする身分となった。それまでバックバンドをしていたボイス兄弟らは他の活動のためにパーラメンツと活動をともにできなくなったため，1966年頃からバックバンドに加わるようになったビリー・ネルソン（ギター、後にベース）を正式メンバーとし、さらにエディ・ヘイゼル（ギター）、ティキ・フルウッド（ドラム）、ミッキー・アトキンソン（キーボード）をバックバンドに迎え入れた。ビリーはこのバックバンドをファンカデリックと名付けた。
1968年、モータウンレーベルとレヴィロットレーベルとの間の「契約上の問題」から「パーラメンツ」の名前が使用できなくなってしまい、レコーディングがストップしてしまった。そこで、それまでのバックバンドを前面に出し、1968年「ファンカデリック」の名でウェストバウンドレーベルと契約を結んだ。
ファンカデリックの名は、ファンクとサイケデリックを合成してビリー・ネルソンが命名した名前である。ビリーやエディらは、ジョージらパーラメンツのメンバーよりも若く、スライ・アンド・ザ・ファミリー・ストーン、ジミ・ヘンドリックスといった、サイケデリック・ロック、ハードロック、ファンクに影響を受けた世代であり、彼らの加入によりパーラメンツはそれまでのモータウン調のボーカルグループからサイケデリック・ハードロック・ファンクバンドに変容し、ジョージもこのバンドサウンドを前面に出したサウンド作りを行うことになった。1970年、ファンカデリックはデビュー・アルバム『ファンカデリック Funkadelic 』を発表、ソウル・アルバムチャート10位を記録した。そしてメンバーにタウル・ロス（リズムギター）、バーニー・ウォーレル（キーボード）を迎え入れた。同年、2作目のアルバム『フリー・ユア・マインド Free Your Mind...And Your Ass Will Follow 』を発表し、ビルボード・ソウル・アルバムチャート11位、ポップアルバムチャート92位を記録した。さらに1971年、3作目のアルバム『マゴット・ブレイン Maggot Brain 』を発表し、ソウルアルバムチャート14位、ポップアルバム108位を記録した。このアルバムのタイトル曲では、エディ・ヘイゼルの10分にも及ぶギターソロをフィーチャーした。
1970年パーラメンツの名称に関わるレコードレーベルとの係争が解決し、ジョージはホーランド＝ドジャー＝ホーランドがモータウンから独立して始めたインヴィクタス・レコードと、「パーラメント Parliament 」の名で契約した。1970年[同レーベルからパーラメントとしてのファーストアルバム『オズミウム Osmium 』を発表し、このアルバムからの曲 "The Breakdown" はR&Bチャート31位を記録したが、ファンカデリックとしての活動の方が成功していたため、パーラメントとしての活動は休止していた。
1972年ビリー・ネルソンとエディ・ヘイゼルは、ジョージとの金銭トラブルからバンドを脱退した（エディはすぐに戻っている）。ジョージは代わるメンバーを探し、ジェームス・ブラウンのバックバンドだったブーツィー・コリンズ（ベース）とキャットフィッシュ・コリンズ（ギター）のコリンズ兄弟や、ユナイテッド・ソウルのゲイリー・シャイダー（ギター）とコーデル・モースン（ベース）をメンバーに迎え入れた。これらのメンバーにより土臭さが多少抜け、ファンク・ロック色を強めて若干洗練されたサウンドとなり、同年ファンカデリック4枚目の2枚組アルバム『アメリカ・イーツ・イッツ・ヤング America Eats Its Young 』を発表した。ブーツィーはこのアルバム以降数年ファンカデリックとは距離をおいたが、ファンカデリックはエディのギター、バーニーのキーボードを中心として活動を続けた。1974年エディを中心としたアルバム『スタンディング・オン・ザ・ヴァージ・オブ・ゲッティング・イット・オン Standing on the Verge of Getting It On 』を発表した後、エディ・ヘイゼルはドラッグ問題でバンドを離脱したが、1975年当時17歳だったマイケル・ハンプトンがギタリストとして加入、エディの代役を果たした。ファンカデリックは1976年までに計8枚のアルバムをウェストバウンドレーベルに残した。
ブーツィーは『アメリカ・イーツ・イッツ・ヤング America Eats Its Young 』で数曲ベースを弾いたが、Pファンクメンバーの薬物使用の激しさについていけず、また、ブーツィーにとってはファンカデリックの音楽はロックより過ぎたため、一時彼らと距離をおいていた。1974年ブーツィーがPファンクに戻ってきて一緒にレコーディングを行ったが、ジョージはブーツィーがベースを弾き、バーニーがきっちりアレンジしたファンク色の強い曲を、パーラメントによるアルバムとして出すこととした。1974年カサブランカレーベルと契約し、パーラメント2枚目のアルバム『アップ・フォー・ザ・ダウン・ストローク Up for the Down Stroke』として発表、タイトル曲はR&Bチャート10位のヒットとなった。このときからメンバーはロック色の強い「ファンカデリック」とファンク色の強い「パーラメント」の二つの顔を持って同時に活動していくこととなった。
1975年にはブーツィーがジェームス・ブラウンのバックバンドJBズのホーン陣、メイシオ・パーカー（サックス）、フレッド・ウェズリー（トロンボーン）らを連れて来て、パーラメントにジャジーなテイストをもたらした。また同年グレン・ゴインズ（ギター、ボーカル）、ジェローム・ブレイリー（ドラム）も加入した。同年パーラメント3枚目のアルバム『チョコレート・シティ Chocolate City 』を発表し、ブラックアルバムチャート20位、ポップアルバムチャート91位のヒットとなった。同タイトル曲は、ドラムマシンを導入し、ブーツィーのファズとオートワウをかけたベースがうねり、ホーン陣、バーニーのピアノがバックを固め、ユニゾンのコーラスの中をジョージがボーカル、というよりアジテーションを行うという、パーラメントの音楽スタイルの一つの形が完成した曲である。
1975年12月、パーラメントは『マザーシップ・コネクション Mothership Connection 』を発表。このアルバムは、ジョージ扮する聖なるエイリアン「スターチャイルド」が宇宙船に乗って、人類に聖なるファンクを伝道しに来た、という内容のコンセプトアルバムであり、ビルボードポップアルバムチャート13位、ブラックアルバムチャート4位のヒットを記録した。その後、パーラメントのアルバムはこのファンクの伝道師、スターチャイルドやドクター・ファンケンシュタインと、宿敵サー・ノウズの戦いの物語を中心としたコンセプトアルバムを作り、頂点を上り詰めていった。
ブーツィー・コリンズはその派手で目立つ衣装とキャラクター、ベースサウンドを生かすため、1976年ブーツィーズ・ラバー・バンドを結成した。ブーツィーは星形のサングラス、星形のエレキベース（スペース・ベース）という奇抜な出で立ちでステージに立ち、またパーラメントほどシリアスではない、どちらかというと子供向けのコンセプト（例えばファンクで踊らないと鼻が伸びる『ピノキオ・セオリー Pinocchio Theory 』）で人気を博した。メイシオ・パーカー、フレッド・ウェズリーらは1977年ホーニー・ホーンズという名のインスト・グループを結成した。
また1978年にはパーレット、ブライズ・オブ・ファンケンスタインといった女性ボーカルグループを誕生させ、数々のプロジェクトを同時進行させていった。
1976年ファンカデリックはウェストバウンドレーベルからワーナー・ブラザース・レコードへ移籍。それまでヘヴィなギターサウンドを中心としたロックよりの音楽を展開していたファンカデリックは、パーラメントの成功によりシンセサイザーを中心とした洗練されたファンクサウンドに移行していった。1978年には元オハイオ・プレイヤーズのジュニー・モリソンがPファンクに加入し、ファンカデリック『ワン・ネイション・アンダー・ア・グルーヴ One Nation Under A Groove 』、パーラメント『モーター・ブーティー・アフェアー Motor Booty Affair 』はそれぞれプラチナアルバム、ゴールド・ディスクとなった。ジュニーの活躍した翌1979年発表のファンカデリック『アンクル・ジャム・ウォンツ・ユー Uncle Jam Wants You 』収録のシングル曲『ニー・ディープ (Not Just) Knee Deep 』も全米1位ヒットとなった。なお、ディスコブームに押さたというのは完全な誤りであり、評論家ネルソン・ジョージは「70年代後半にディスコに対抗できたのはジョージ・クリントンのPファンクだけ」と高く評価している。その後、メンバーとジョージとの間に金銭トラブル等により軋轢が生じた。1980年パーラメントの、1981年ファンカデリックのラストアルバムを発表し、パーラメント、ファンカデリックとしての活動は、いったん終了した。
1982年、ジョージはソロ・アルバム『コンピューター・ゲームス』を発表、「アトミック・ドッグ」がソウル・チャートでヒットした。翌83年「Pファンク・オール・スターズ」名義アルバムを発表し、ブーツィーもソロ・アルバムをいくつか発表した。レイ・デイヴィスはザップへ加入、バーニーはトーキング・ヘッズに参加したり、セッション・キーボーディストとして活躍し、メイシオはジェームス・ブラウンの元へ戻ったりした。しかし、1989年デ・ラ・ソウルはファンカデリックの『ニー・ディープ (Not Just) Knee Deep 』をサンプリングした『ミー・マイセルフ・アンド・アイ Me Myself and I 』をヒットさせ、その後もレッド・マン、スヌープ・ドッグ、ドクター・ドレーなどPファンクを聞いて育った世代が次々とPファンク・サウンドをサンプリングしてヒット曲を発表し、再評価の動きが高まっていった。Pファンクはヒップホップなどに影響を与えつづけ、熱心な支持者を持ち続けており、またジョージ、ブーツィーをはじめとして主要メンバーは21世紀になってからも活躍中である。
日本では1970年代当時、Pファンクのラジオでのオンエアが極めて少なく、ロック評論家・DJの渋谷陽一がライブをNHK-FM放送でかけた程度だった。「ギブ・アップ・ザ・ファンク」は、たまに民放ラジオでかかることもあった。その後、1980年代末にラッパーたちがPファンクをサンプリングをすることで、日本でも注目が集まった。結果として、Pファンクのアルバムの多くが廃盤となった後でも、熱烈なPファンク・ファンが存在する。アナログレコードからCDへの移行期とも重なり、見直され、Pファンクの多くがCD盤として復刻された。1990年代初頭には、毎年多くのPファンク・メンバーが来日公演を行った。

## 歴史
1940年
- 3月29日、レイ・デイビスが生まれる。
- 7月22日、ジョージ・クリントンが生まれる。

1941年
- 1月5日、グラディ・トーマスが生まれる。
- 7月8日、ファジー・ハスキンスが生まれる。

1942年
- 5月22日、カルヴィン・サイモンが生まれる。

1944年
- 4月19日、バーニー・ウォーレルが生まれる。
- 5月23日、ティキ・フルウッドが生まれる。

1950年
- 4月10日、エディ・ヘイゼルが生まれる。
- 8月20日、ジェローム・ブレイリーが生まれる。

1951年
- 1月28日、ビリー・ネルソンが生まれる。
- 10月26日、ブーツィー・コリンズが生まれる。

1952年
- 10月26日、コーデル・モースンが生まれる。

1953年
- 7月24日、ゲイリー・シャイダーが生まれる。

1955年
- ジョージ・クリントン、中学校の仲間とザ・パーラメンツを結成。
- グラディ・トーマスがザ・パーラメンツに加入。
- ザ・パーラメンツ、"Sunday Kind of Love" と "The Wind" の2曲をアセテート盤自主制作。

1957年
- カルヴィン・サイモンがザ・パーラメンツに加入。

1958年?
- マイケル・ハンプトンが生まれる。

1959年
- ザ・パーラメンツ、初シングル "Poor WIllie"（B面 "Party Boys"）をAPTレーベルから発表。
- ザ・パーラメンツ、シングル "Lonely Island"（B面 "(You Make Me Wanna) Cry for Flip"）をGolden Worldレーベルから発表。

1960年
- ファジー・ハスキンスがザ・パーラメンツに加入。

1962年
- レイ・デイビスがザ・パーラメンツに加入。
- 9月、モータウンのオーディション落選。

1963年
- モータウンと契約。

1966年
- ザ・パーラメンツ、シングル "Heart Trouble"（B面 "That Was My Girl"）をGolden Worldレーベルから発表。
- ビリー・ネルソンがザ・パーラメンツのバックバンドに参加。

1967年
- ザ・パーラメンツ、シングル "(I wanna) Testify"（B面 "I Can Feel The Ice Melting"）をレヴィロットレーベルから発表。全米R&Bチャート3位、ポップチャート20位を記録。
- ザ・パーラメンツ、シングル "All Your Goodies Are Gone (The Loser's Seat)"（B面 "Don't Be Sore At Me"）を発表。
- ザ・パーラメンツ、シングル "Little Man"（B面 "The Goose (That Laid The Golden Egg)"）を発表。
- ザ・パーラメンツ、シングル "Look At What I Almost Missed"（B面 "What Have You Been Growing"）を発表。
- エディ・ヘイゼル、ティキ・フルウッドがバックバンドに加入。ツアーに参加。

1968年
- ザ・パーラメンツ、シングル "Good Ole Music"（B面 "Time"）を発表。
- ザ・パーラメンツ、シングル "A New Day Begins"（B面 "I'll Wait"）を発表。
- ファンカデリックとしてウェストバウンドレーベルと契約。
- 持株会社 Parliafunkadelicment Thang, Inc が設立される。

1969年
- タウル・ロス、バーニー・ウォーレルがファンカデリックに参加。
- ファンカデリック、シングル "Music For My Mother"（B面 "Music For My Mother (instr)"）をウェストバウンドから発表。
- ファンカデリック、シングル "I'll Bet You"（B面 "Qualify And Satisfy"）を発表。

1970年
- ファンカデリック、ファーストアルバム『ファンカデリック Funkadelic 』を発表。
- 10月ファンカデリック、セカンドアルバム『フリー・ユア・マインド Free Your Mind...And Your Ass Will Follow 』を発表。
- ザ・パーラメンツ、パーラメントに名前を変えてインヴィクタスレーベルと契約する。
- パーラメントとしてのファーストアルバム『オズミウム Osmium 』を発表。

1971年
- ファンカデリック、『マゴット・ブレイン Maggot Brain 』を発表。
- ビリー・ネルソン、ファンカデリックを辞める。
- タウル・ロス、LSD過量摂取により廃人となりバンドを離れる。
- タウロン・ランプキン加入。

1972年
- ブーツィー・コリンズ、キャットフィッシュ・コリンズ、キャッシュ・ワディ、ゲイリー・シャイダー、コーデル・モースンが加入。ブーツィー、キャットフィッシュ、キャッシュはすぐに一時的にバンドを離れる。
- ファンカデリック、『アメリカ・イーツ・イッツ・ヤング America Eats Its Young 』を発表。
- ペドロ・ベルが参加。

1973年
- ファンカデリック、『コズミック・スロップ Cosmic Slop 』発表。ペドロ・ベルの絵がアルバムの表紙を飾る。

1974年
- ファンカデリック、『スタンディング・オン・ザ・ヴァージ・オブ・ゲッティング・イット・オン Standing on the Verge of Getting It On 』を発表。
- エディ・ヘイゼル、スチュワーデスに対する暴行および薬物不法所持にて1年間の懲役。
- ブーツィー、キャットフィッシュらが戻ってくる。
- パーラメント、『アップ・フォー・ザ・ダウンストローク Up for the Down Stroke 』を発表。
- ゲイリー・"マッドボーン"・クーパーが加入。

1975年
- ファンカデリック、『レッツ・テイク・イット・トゥー・ザ・ステージ Let's Take It to the Stage 』を発表
- パーラメント、『チョコレート・シティ Chocolate City 』を発表。
- メイシオ・パーカー、フレッド・ウェズリー、ジェローム・ブレイリー、グレン・ゴインズ、マイケル・ハンプトンが加入。
- パーラメント、『マザーシップ・コネクション Mothership Connection 』を発表。プラチナムレコードとなる。

1976年
- パーラメント、『ザ・クローンズ・オブ・ドクター・ファンケンシュタイン The Clone of Dr. Funkenstein 』を発表。
- ブーツィーズ・ラバー・バンド、ファーストアルバム『ストレッチン・アウト・イン Stretchin' Out in Bootsy's Rubber Band 』を発表。
- ファンカデリック、ワーナーブラザーズに移籍。『ハードコア・ジョリーズ Hardocore Jollies 』を発表。
- ファンカデリック、ウェストバウンドレーベルに残した音源で『テイルズ・オブ・キッド・ファンカデリック Tales of Kidd Funkadelic 』を発表。
- ティキ・フルウッド、胃癌により死去。

1977年
- ブーツィーズ・ラバー・バンド、セカンドアルバム『神の名はブーツィー Ahh...The Name Is Bootsy, Baby! 』を発表。ゴールドディスクとなる。
- パーラメント、『ライヴ!! Pファンク・アース・ツアー Live: P-Funk Earth Tour 』を発表。
- パーラメント、『ファンケンテレキーvsプレイスボ・シンドローム Funkentelechy vs. the Placebo Syndrome 』を発表。プラチナアルバムとなる。同アルバムからのシングル曲『フラッシュ・ライト Flash Light 』全米1位ヒットとなる。
- フレッド・ウェズリー・アンド・ホーニー・ホーンズ、ファーストアルバム『A Blow for Me, a Toot to You 』を発表。

1978年
- ジュニー・モリソンが加入。
- ブーツィーズ・ラバー・バンド、『ファンキー・オブ・ジ・イヤー Bootsy? Player of the Year 』を発表、同アルバムからのシングル "Bootzilla" が全米1位ヒットとなる。
- ファンカデリック、『ワン・ネイション・アンダー・ア・グルーヴ One Nation Under A Groove 』を発表、プラチナアルバムとなる。同アルバムからの同タイトルシングル曲が全米1位ヒットとなる。
- パーラメント、『モーター・ブーティー・アフェアー Motor-Booty Affair 』を発表、ゴールドディスクとなる。同アルバムからのシングル『アクア・ブギー Aqua Boogie 』が、全米R&Bチャート1位ヒットとなる。
- エディ・ヘイゼル、ソロアルバム『ゲーム・デームス・アンド・ギター・サングス Game, Dames & Guitar Thangs 』を発表。
- グレン・ゴインズ死去。
- バーニー・ウォーレル、ソロアルバム『オール・ザ・ウー・イン・ザ・ワールド All the Woo in the World 』を発表。
- ファジー・ハスキンス、ソロアルバム『ラジオ・アクティブ Radio Active 』を発表。

1979年
- ブーツィーズ・ラバー・バンド、『ファンキー・ブーツ This Boot Is Made for Fonk-n 』を発表。
- ファンカデリック、『アンクル・ジャム・ウォンツ・ユー Uncle Jam Wants You 』を発表、ゴールドディスクとなる。同アルバムからのシングル『ニー・ディープ (Not Just) Knee Deep 』が全米1位ヒットとなる。
- パーラメント、『グローリィホーラストゥピッド Gloryhallastoopid 』を発表。

1980年
- パーラメント、ラストアルバム『トロンビピュレイション Trombipulation 』を発表。
- ブーツィー・コリンズ、『ウルトラ・ウェイブ Ultra Wave 』を発表。
- ジュニー・モリソン、『ブレッド・アローン Bread Alone 』を発表。

1981年
- ファンカデリック、ラストアルバム『エレクトリック・スパンキング・オブ・ウォー・ベイビーズ The Electric Spanking of War Babies 』を発表。

1982年
- ジョージ・クリントン、ファースト・ソロアルバム『コンピューター・ゲームス Computer Games 』を発表。
- ブーツィー・コリンズ、『灼熱のPファンカー The One Giveth, The Count Taketh Away 』を発表。

1983年
- Pファンク・オール・スターズ、『アーバン・ダンスフロア・ゲリラズ Urban Dancefloor Guerrillas 』を発表。

1988年
- ブーツィー・コリンズ、『ホワッツ・ブーツィー・ドゥーイン What's Bootsy Doin'? 』を発表。

1989年
- デ・ラ・ソウル、『ニー・ディープ (Not Just) Knee Deep 』をサンプリングした『ミー・マイセルフ・アンド・アイ Me Myself and I 』を発表。

1992年
- 12月23日エディ・ヘイゼル、肝不全により死去。

1996年
- ジョージ・クリントン&ザ・Pファンク・オール・スターズ、『T.A.P.O.A.F.O.M. 』を発表。

1997年
- 5月6日パーラメント - ファンカデリックがロックの殿堂入りを果たす。
- ブーツィー・コリンズ、『フレッシュ・アウタ・'P' Fresh Outta "P" University 』を発表。

2002年
- ブーツィー・コリンズ、『ファンクだよ全員集合!! Play With Bootsy 』を発表。

2004年
- ジュニー・モリソン、『When The City 』を発表。

2005年
- 7月5日レイ・デイビス、喉頭癌により死去。
- 9月6日ジョージ・クリントン&ザ・Pファンク・オール・スターズ、『How Late Do U Have 2BB4UR Absent? 』を発表。

2006年
- ブーツィー・コリンズ、『ブーツィ・コリンズの灼熱のファンクリスマス Christmas Is 4 Ever 』を発表。

2010年
- 6月16日ゲイリー・シャイダー、肺がんにより死去。

2016年
- 6月24日バーニー・ウォーレル、死去。

## Pファンクのアーティスト
- ジョージ・クリントン
- ブーツィー・コリンズ
- バーニー・ウォーレル
- エディ・ヘイゼル
- ゲイリー・シャイダー
- メイシオ・パーカー
- フレッド・ウェズリー
- ジュニー・モリソン
- コーデル・モースン
- グレン・ゴインズ
- ブラックバード・マクナイト
- マイケル・ハンプトン
- パーレット
- ブライズ・オブ・ファンケンシュタイン